# Aulacodes hodevalis
Aulacodes hodevalis là một loài bướm đêm trong họ Crambidae.